# Villers-Cotterêts
Villers-Cotterêts este un mic oraș și o comună din nordul Franței, situată în departamentul Aisne, în regiunea Picardia. Este localitatea în care s-a născut Alexandre Dumas (tatăl).